# Kociałkowa Górka

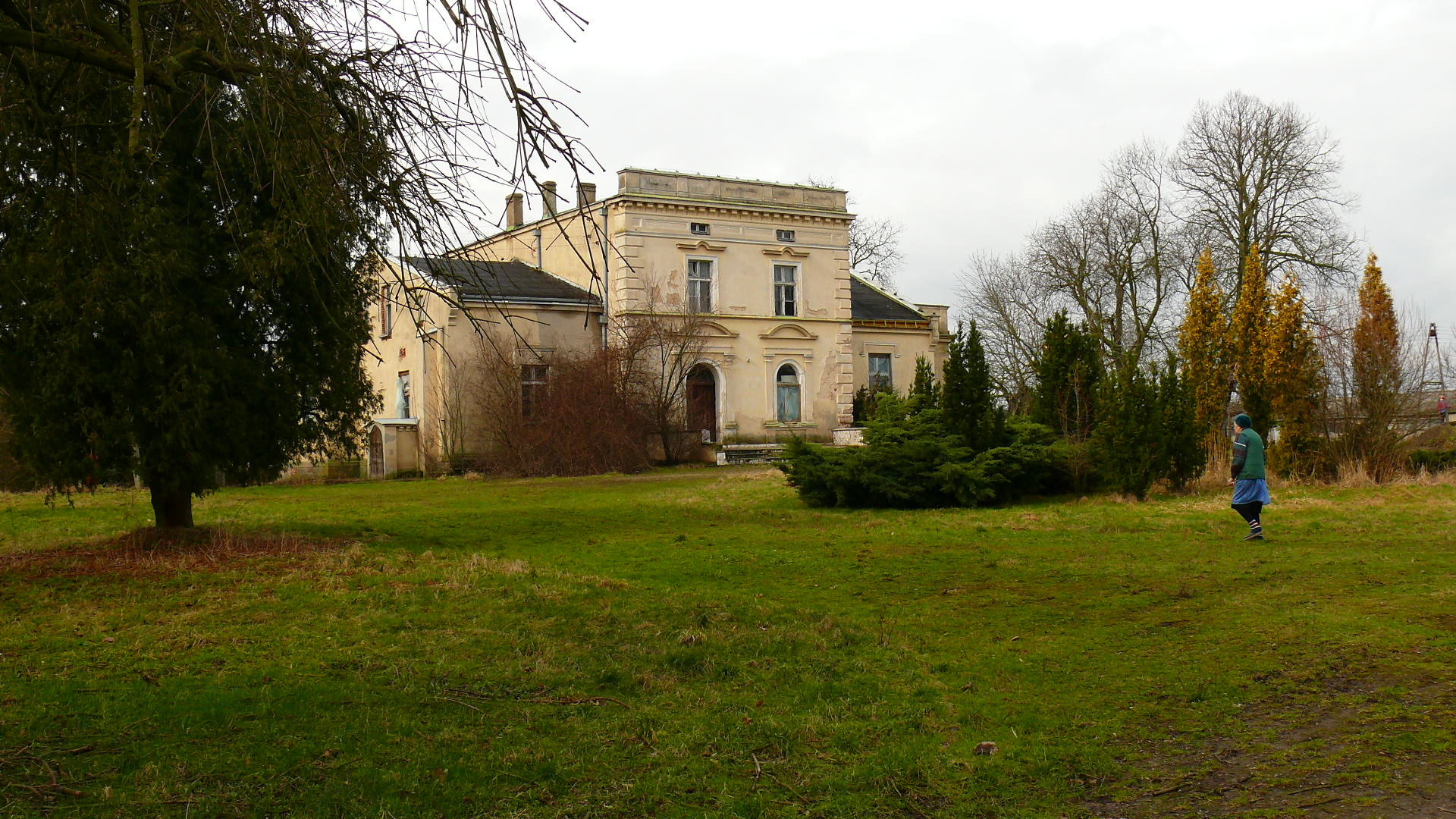
Denkmalgeschütztes Herrenhaus

Łagiewniki ist ein Dorf der Gemeinde Pobiedziska im Powiat Poznański in der Woiwodschaft Großpolen im westlichen Zentral-Polen mit einem Schulzenamt. Der Ort befindet sich etwa 5 km südlich von Pobiedziska und 24 km östlich der Landeshauptstadt Poznań.

## Geschichte
Der Ort gehörte nach der Zweiten Teilung Polens 1793 zum Kreis Schroda und ab 4. Januar 1900 zum Kreis Posen-Ost und wurde von Gutsbezirk Kocialkowagurka in Gutsbezirk Kocialkowagorka umbenannt. Das Gemeindelexikon für das Königreich Preußen von 1905 gibt für den Ort 11 bewohnte Häuser auf 724,8 ha Fläche an. Die 167 Bewohner polnischsprechende Katholiken und teilten sich auf 28 Mehrpersonenhaushalte auf. Die evangelische Gemeinde gehörte zum Kirchspiel Pudewitz, die katholische zum Kirchspiel Pudewitz. Für den 1. Januar 1908 wird angegeben, dass der Ort Teil des Polizeidistriktes Pudewitz war. Am 1. Dezember 1910 hatte der Ort 181 Einwohner.
In den Jahren 1975 bis 1998 gehörte der Ort zur Woiwodschaft Posen. Zum Schulzenamt gehören auch die Orte Nowa Górka und Kapalica.